# Diócesis de Gumla
La diócesis de Gumla (en latín: Dioecesis Gumlaënsis y en inglés: Roman Catholic Diocese of Gumla) es una circunscripción eclesiástica de la Iglesia católica en India. Se trata de una diócesis latina, sufragánea de la arquidiócesis de Ranchi. Desde el 15 de junio de 2021 es sede vacante y su administrador diocesano es el presbítero Linus Pingal.

## Territorio y organización
La diócesis tiene 5237 km² y extiende su jurisdicción sobre los fieles católicos de rito latino residentes en el distrito de Gumla en el estado de Jharkhand.
La sede de la diócesis se encuentra en la ciudad de Gumla, en donde se halla la Catedral de San Patricio. 
En 2021 en la diócesis existían 38 parroquias.

## Historia
La diócesis fue erigida el 28 de mayo de 1993 con la bula Quo aptius del papa Juan Pablo II, obteniendo el territorio de la arquidiócesis de Ranchi.

## Estadísticas
Según el Anuario Pontificio 2022 la diócesis tenía a fines de 2021 un total de 190 247 fieles bautizados.
| Año                                                                             | Población            | Población | Población      | Sacerdotes | Sacerdotes    | Sacerdotes    | Bautizados por sacerdote | Diáconos permanentes | Religiosos | Religiosos | Parroquias |
| Año                                                                             | Bautizados católicos | Total     | % de católicos | Total      | Clero secular | Clero regular | Bautizados por sacerdote | Diáconos permanentes | Varones    | Mujeres    | Parroquias |
| ------------------------------------------------------------------------------- | -------------------- | --------- | -------------- | ---------- | ------------- | ------------- | ------------------------ | -------------------- | ---------- | ---------- | ---------- |
| 1999                                                                            | 142 804              | 737 687   | 19.4           | 97         | 75            | 22            | 1472                     |                      | 28         | 180        | 34         |
| 2000                                                                            | 143 254              | 773 589   | 18.5           | 100        | 75            | 25            | 1432                     |                      | 31         | 198        | 34         |
| 2001                                                                            | 144 263              | 707 555   | 20.4           | 98         | 75            | 23            | 1472                     |                      | 29         | 198        | 35         |
| 2002                                                                            | 145 263              | 810 251   | 17.9           | 115        | 73            | 42            | 1263                     |                      | 60         | 256        | 35         |
| 2003                                                                            | 146 335              | 879 464   | 16.6           | 117        | 74            | 43            | 1250                     |                      | 61         | 260        | 36         |
| 2004                                                                            | 148 682              | 892 359   | 16.7           | 116        | 75            | 41            | 1281                     |                      | 61         | 258        | 36         |
| 2006                                                                            | 153 231              | 913 534   | 16.8           | 119        | 80            | 39            | 1287                     |                      | 59         | 254        | 37         |
| 2013                                                                            | 174 284              | 1 103 955 | 15.8           | 155        | 104           | 51            | 1124                     |                      | 67         | 367        | 37         |
| 2016                                                                            | 182 955              | 1 189 822 | 15.4           | 170        | 122           | 48            | 1076                     |                      | 60         | 365        | 38         |
| 2019                                                                            | 190 341              | 1 254 974 | 15.2           | 182        | 133           | 49            | 1045                     |                      | 61         | 359        | 38         |
| 2021                                                                            | 190 247              | 1 273 351 | 14.9           | 183        | 135           | 48            | 1039                     |                      | 61         | 371        | 38         |
| Fuente: Catholic-Hierarchy, que a su vez toma los datos del Anuario Pontificio. |                      |           |                |            |               |               |                          |                      |            |            |            |

## Episcopologio
- Michael Minj, S.I. † (28 de mayo de 1993-15 de noviembre de 2004 falleció)
- Paul Alois Lakra † (28 de enero de 2006-15 de junio de 2021 falleció)
  - Sede vacante (desde 2021)